# Biserka Višnjić
Biserka Višnjić (ur. 10 października 1953 w Trogirze) – chorwacka piłkarka ręczna. W barwach Jugosławii dwukrotna medalistka olimpijska.
Mierząca 177 cm wzrostu zawodniczka mistrzynią olimpijską była w Los Angeles w 1984 (Jugosławia była jednym z państw komunistycznych, które wzięły udział w olimpiadzie), cztery lata wcześniej Jugosławia zajęła drugie miejsce. W 1980 była najskuteczniejszą zawodniczką turnieju (33 bramki).